# Shi Jinglin
Shi Jinglin (史婧琳T, Shǐ JìnglínP; Nanjing, 3 gennaio 1993) è una nuotatrice cinese.

## Carriera
Specializzata nella rana, la Shi ha vinto la medaglia di bronzo nei 200m rana ai Giochi di Rio de Janeiro 2016, dove salì sul terzo gradino del podio con il tempo di 2'22"98, dietro alla giapponese Rie Kanetō e alla russa Julija Efimova.
Ha, inoltre, collezionato la vittoria ai mondiali di Kazan' 2015 nella staffetta 4x100m misti, assieme alle compagne Fu Yuanhui, Lu Ying e Shen Duo.

## Palmarès
- Giochi olimpici

Rio de Janeiro 2016: bronzo nei 200m rana.
- Mondiali:

Kazan' 2015: oro nella 4x100m misti e bronzo nei 200m rana.
Budapest 2017: bronzo nei 200m rana e nella 4x100m misti mista.
- Mondiali in vasca corta:

Hangzhou 2018: argento nella 4x100m misti.
- Giochi asiatici:

Incheon 2014: oro nei 100m rana e bronzo nei 200m rana.
Giacarta 2018: oro nella 4x100m misti mista e bronzo nei 100m rana.
- Campionati asiatici

Tokyo 2016: argento nei 200m rana e nella 4x100m misti, bronzo nei 50m rana e nei 100m rana.